# Marga Schiml

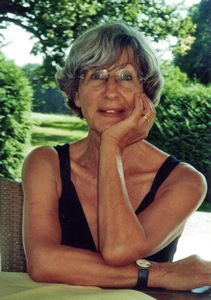
Marga Schiml

Marga Schiml (* 29. November 1945 in Weiden, Oberpfalz) ist eine deutsche Opernsängerin (Mezzosopran).

## Leben
Marga Schiml studierte an der Musikhochschule München Gesang bei Hanno Blaschke und erhielt ein Stipendium der  Deutschen Grammophon Gesellschaft. Ihr erstes Engagement führte sie nach Basel, von wo aus sie zum Opernhaus Zürich wechselte. Nach einem Engagement am Nationaltheater München wirkte sie fortan als freischaffende Sängerin.
Schiml trat an bedeutenden europäischen Opernhäusern sowie bei Festspielen auf, z. B. an der Staatsoper Wien, der Deutschen Oper Berlin, der Hamburgischen Staatsoper, der Mailänder Scala, am Festspielhaus Salzburg und beim Maggio Musicale Florenz. Bei den Bayreuther Festspielen war sie zehn Jahre Ensemblemitglied. An der Scala sang sie Dorabella in Così fan tutte unter Karl Böhm. Des Weiteren sang sie Partien wie Fricka (Rheingold, Walküre) in Turin, Olga (Eugen Onegin) in Bonn, Magdalena in Die Meistersinger von Nürnberg in Bonn, Hamburg, Barcelona und Bayreuth sowie Annina (Rosenkavalier) beim Maggio Musicale Florenz.
Dabei arbeitete sie mit bedeutenden Dirigenten zusammen. Unter Herbert von Karajan sang sie den Cherubino bei den Salzburger Festspielen, unter Rafael Kubelík in Pelléas et Mélisande, unter Wolfgang Sawallisch in Figaros Hochzeit sowie in der Zauberflöte, unter Ferdinand Leitner in Salome.
Schiml war zudem als Konzertsängerin tätig. Dabei arbeitete sie unter der Leitung von Dirigenten wie Helmuth Rilling, Herbert von Karajan (Beethovens 9. Sinfonie), Wolfgang Sawallisch (Missa solemnis), Karl Richter (Bachs Weihnachtsoratorium und H-moll-Messe), Otmar Suitner (Elias) und Fabio Luisi (Kindertotenlieder). In Gustav Mahlers Sinfonie Nr. 2 sowie seiner 3. Sinfonie und 8. Sinfonie sang sie unter der Leitung von Seiji Ozawa und Gustav Kuhn.
Ihr Repertoire umfasst Werke von Monteverdi, Gluck, Purcell, Mozart, Rossini, Bizet, Verdi, Wagner und Strauss sowie Strawinsky, Schönberg, Hindemith, Kalabis und Schnebel (Uraufführung der Dahlemer Messe). Der Alten Musik und dem Liedgesang fühlt sie sich besonders verbunden.
Schallplattenaufnahmen erfolgten unter anderem mit Eugen Jochum (Bruckner-Messen), Rafael Kubelik (Oberon), Karl Böhm, (Titus), Heinz Rögner (Salomon). Außerdem wurden Rundfunk- und Fernsehaufnahmen produziert.
Schiml war seit 1987 Professorin für Gesang an der Musikhochschule Karlsruhe. Seit 2011 ist sie im Ruhestand und wirkt weiterhin als Gesangspädagogin.

## Auszeichnungen
1999: Bundesverdienstkreuz am Bande der Bundesrepublik Deutschland

## Diskografie (Auswahl)
- Ludwig van Beethoven: Sinfonie Nr. 2, Sinfonie Nr. 9, Herbert Blomstedt, Staatskapelle Dresden, Eterna, 1984
- Salomon, Händel, Hamburg : Edel Classics, c 2009
- Die Symphonien, Beethoven, Hamburg : Edel Classics, c 2008
- Oberon, Weber, Berlin : Universal Music, 2006
- Christmas oratorio, Bach, Holzgerlingen : Hänssler, 2001
- Der fliegende Holländer, Wagner, Unterhaching : Naxos Deutschland, 1997
- Das Paradies und die Peri, Schumann, Hamburg : BMG Ariola, 1997